# Astrakhanka
Astrakhanka (en rus: Астраханка) és un poble del krai de Primórie, a l'Extrem Orient de Rússia, que en el cens del 2010 tenia 2.530 habitants.